# 猫免疫不全ウイルス感染症
猫免疫不全ウイルス感染症（ねこめんえきふぜんウイルスかんせんしょう、feline immunodeficiency virus infection）は、猫免疫不全ウイルス（FIV;feline immunodeficiency virus）感染を原因とする猫の感染症。
レトロウイルス科オルソレトロウイルス亜科レンチウイルス属に属する。レンチウイルス属にはヒト免疫不全ウイルス（HIV）も含まれており、ウイルスの構造は類似しているが、遺伝子レベルでは相違があり、猫免疫不全ウイルスはヒトには感染しない。
血液、唾液、乳汁、精液などに含まれ、主に交尾や口傷により伝播される。子宮内感染、経乳汁感染などの垂直感染の報告もあるが、その頻度は水平感染と比べると低い。
慢性口内炎、慢性呼吸器疾患、貧血、腸炎などの症状を呈し、数年にわたって徐々に衰弱し死亡する。病態の進行した状況を、猫後天性免疫不全症候群と呼ぶ。
診断には蛍光抗体法、ELISA、ウェスタンブロッティング、PCRがある。
特異的な治療法はなく、対症療法を行う。
有効なワクチンは開発されていないため、猫免疫不全ウイルスとの接触を断つことが唯一の予防策である。